# Faust (serbski zespół muzyczny)
Faust – serbska grupa muzyczna, założona w 1990 roku w Suboticy przez byłych członków zespołów Bolid i Oktopus.

## Dyskografia
- Olujni jahač (1991)
- Rockkernek születtem (węgierskojęzyczny, 1993)[4]
- Vatra (1995)
- Novi Svet (kompilacja, 2002)

## Członkowie zespołu

### Obecni
- Tibor Cindrić – wokal (od 1990)
- Atila Tot – perkusja (od 1990)
- Saša Solga – gitara (od 1995)
- Vladimir Miletin – gitara (od 1995)
- Zoltan Kleno – gitara basowa (od 1995)

### Dawni
- Rudolf Vojnić Purčar – perkusja (1991)
- Dragan Mijatović – gitara (1991–1995)
- Robert Sič – gitara basowa (1991–1995)
- Toni Savevski – gitara (1993–1995)
- Petar Mikšić – gitara basowa (1995)
- Nemanja Stanojević – perkusja (1995)
- Srđan Todorović – instrumenty klawiszowe (1995)
- Goran Evetović – perkusja (2000)
- Mario Mihaljčević – perkusja (2000)